# شوفیلد (باراکس)
شوفیلد (به انگلیسی: Schofield Barracks) یک منطقهٔ مسکونی در ایالات متحده آمریکا است که در شهرستان هونولولو، هاوایی واقع شده‌است. شوفیلد ۷٫۱ کیلومتر مربع مساحت و ۱۶٬۳۷۰ نفر جمعیت دارد و ۲۷۴٫۳۲ متر بالاتر از سطح دریا واقع شده‌است.